# Рожнівська сільська рада (Косівський район)
| Рожнівська сільська рада — колишній орган місцевого самоврядування у Косівському районі Івано-Франківської області з адміністративним центром у с. Рожнів. Водоймища на території, підпорядкованій даній раді: р. Рибниця. Сільській раді підпорядковані населені пункти: - с. Рожнів |

## Склад ради
Рада складається з 30 депутатів та голови.

### Керівний склад ради
| ПІБ                     | Основні відомості                                                 | Дата обрання | Дата звільнення |
| ----------------------- | ----------------------------------------------------------------- | ------------ | --------------- |
| Ропар Василь Васильович | Сільський голова, 1970 року народження, освіта вища, безпартійний | 26.03.2006   | 31.10.2010      |
| Ропар Василь Васильович | Сільський голова, 1970 року народження, освіта вища, безпартійний | 31.10.2010   |                 |

Примітка: таблиця складена за даними джерела